# Лён и конопля
«Лён и конопля» (укр. Льон та коноплі) — щомісячний журнал Міністерства сільського господарства СРСР, який видавали в Москві з 1924 по 1992 рік.

## Історія та зміст
Висвітлював питання агроекономіки, селекції та насінництва, технології та механізації обробітку, а також первинної обробки льону, коноплі та кенафу.
Виходив під назвами:
- 1924 рік: «Известия Всероссийского центрального кооперативного союза льноводов и коноплеводов» (№№ 1—6);
- 1924 року: «Лён-пенька» (№№ 7—12);
- 1928-1930 роки: «Лён-конопля»;
- 1931-1955 року: «Лён и конопля. Информационный бюллетень»;
- 1956-1992 року: «Лён и конопля»;
- 1992-1996 роки: «Льняное дело».

Середній місячний тираж журналу на 1972 рік становив 11 800 примірників.
У 2002 році з ініціативи Всеросійського науково-дослідного інституту з переробки луб'яних культур (м. Кострома) та ДКО «Росльнопеньковолокно», видання журналу передбачалося відновити, але цього так і не зробили.